# Romulea clusiana
Romulea clusiana — вид рослин родини Півникові (Iridaceae).

## Морфологія
Стебло під час цвітіння досягає довжини до 16 см, з 1-3 (-4) квітами. Прикореневих листків 1-4, розміри 10-40 (-70) см х 0.7-2 мм. Приквіток довжиною 15-28 мм, блідо-зелений, іноді червонуватий біля основи. Оцвітина (25-) 30-46 мм довжиною, жовто-оранжева при основі, білувата в центрі й темно-фіолетова верхівково. Пиляки 7- 11 мм, жовті. Капсули довжиною 5-13 мм. Насіння 2,5-2,7 мм, кулясте, гладеньке, коричневе. 2n = 36.

## Поширення, біологія
Північна Африка: Алжир, Марокко, Європа: Португалія, Гібралтар, Іспанія. В основному населяє прибережні пляжі й дюни, піщані ґрунти біля моря.
Квіти з (січень) лютого по березень.